# Muraltia satureioides
Muraltia satureioides är en jungfrulinsväxtart som beskrevs av William John Burchell och Dc.. Muraltia satureioides ingår i släktet Muraltia och familjen jungfrulinsväxter.

## Underarter
Arten delas in i följande underarter:
- M. s. floribunda
- M. s. salteri